# Terpolymer
Ein Terpolymer ist ein Polymer, das durch Polymerisation von drei verschiedenen Monomeren hergestellt wird. Terpolymere werden beispielsweise durch Aufpfropfen eines dritten Monomers auf ein Dimer aus zwei unterschiedlichen Monomeren (Pfropfcopolymerisation), Massenpolymerisation oder auch statistische Copolymerisation von drei Monomeren hergestellt.
Typische Terpolymere sind Acrylnitril-Butadien-Styrol-Copolymerisat (ABS) und Ethylen-Propylen-Dien-Kautschuke.